# Balugães
Balugães es una freguesia portuguesa del concelho de Barcelos, con 2,98 km² de área y 863 habitantes (2001). Densidad de población: 289,6 hab/km².

## Patrimonio
- Castro de Carmona